# Parzenica (wzór)

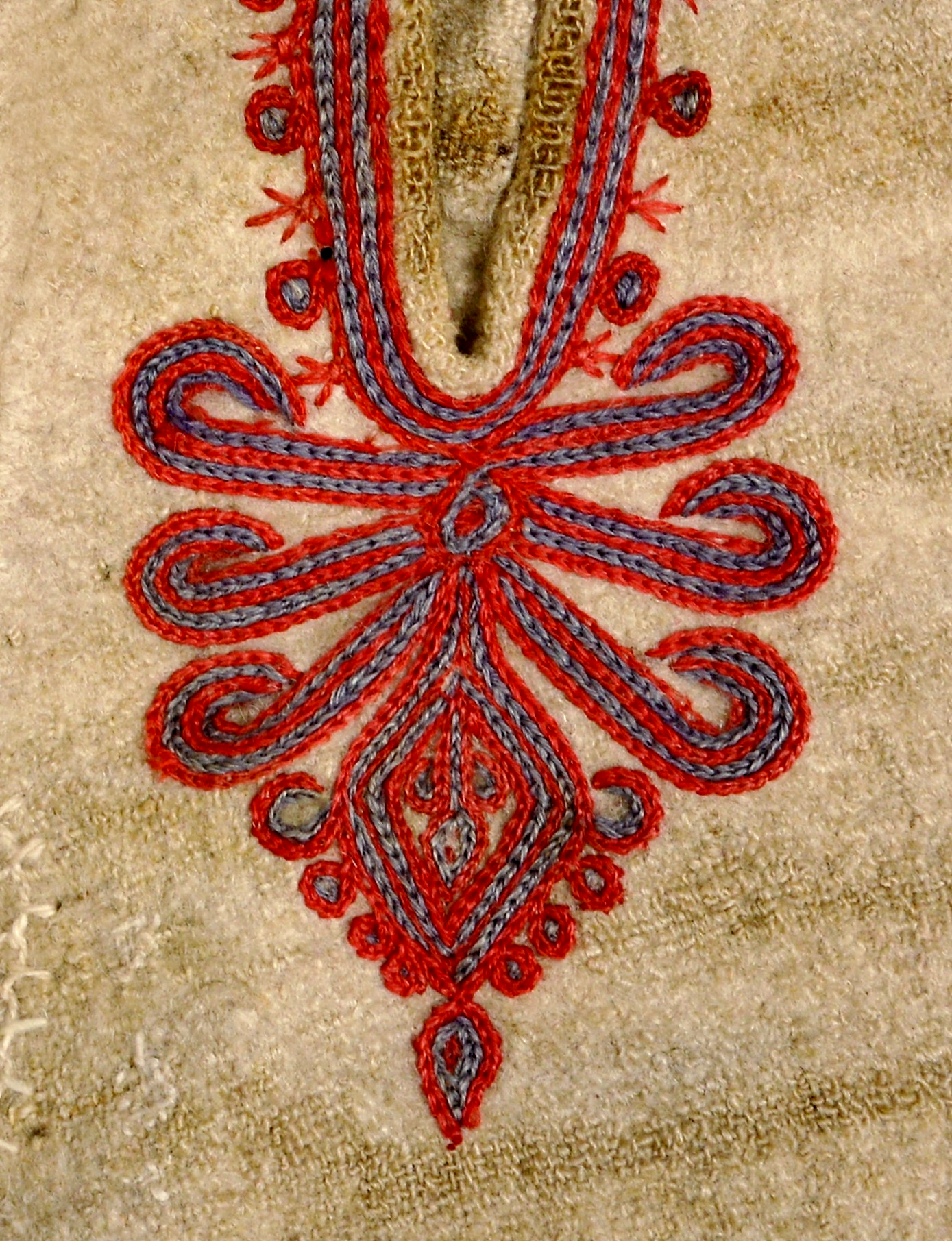
Parzenica na portkach góralskich, XIX wiek. Kolekcja Muzeum Tatrzańskiego w Zakopanem

Parzenica – motyw zdobniczy w postaci serca, ozdobny ornament hafciarski lub aplikacja wzmacniająca przypory na przodzie spodni sukiennych góralskich.

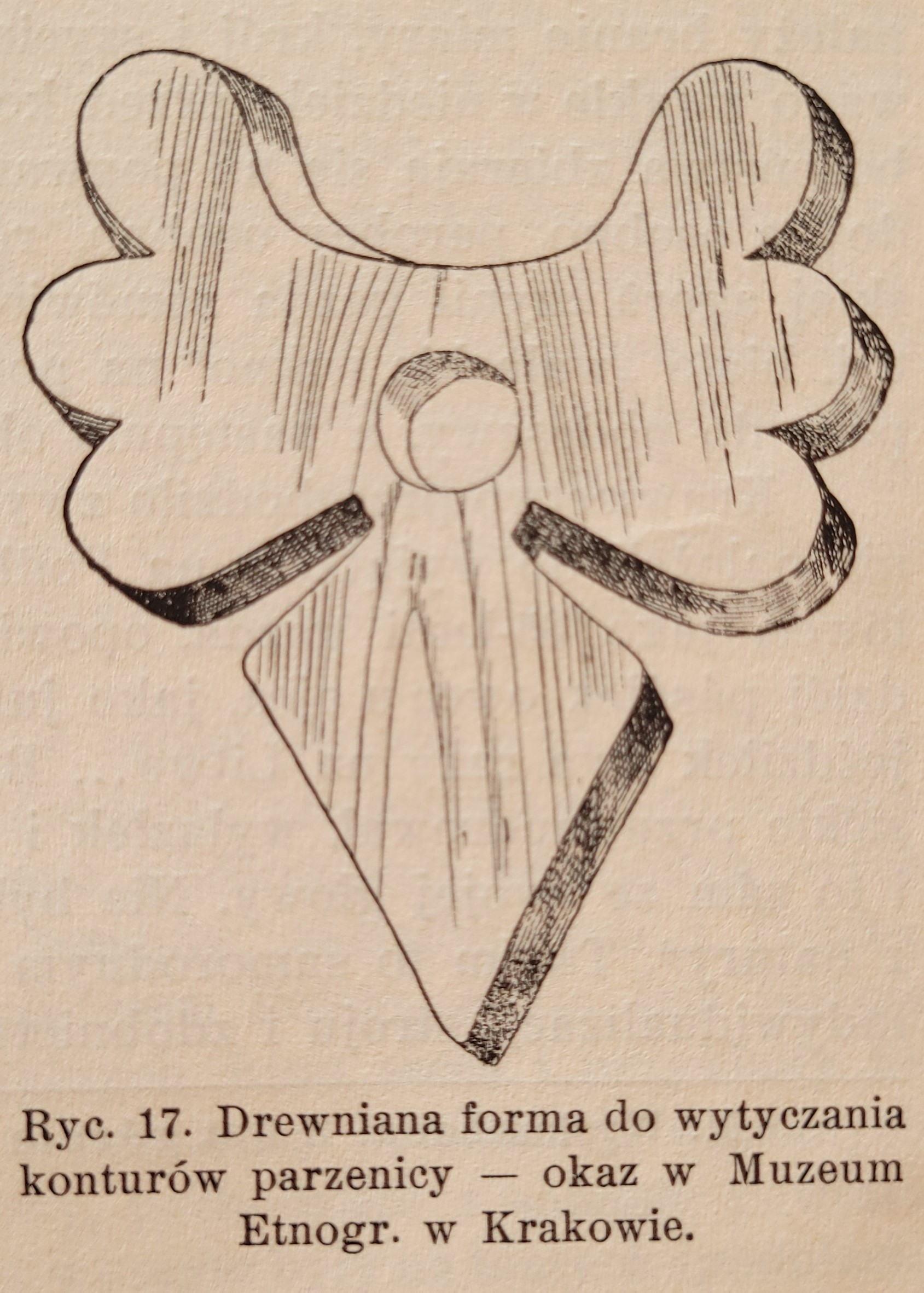
Drewniana forma do wytyczania konturów parzenicy, źródło: Seweryn 1930, s. 35

## Historia
Nazwa pochodzi prawdopodobnie od parznąć, parznić (brudzić, zanieczyszczać). Nazwa ta oznaczała także drewniane formy do odciskania sera oraz snycerskie motywy zdobnicze w kształcie serca. Przypuszcza się, że wzór przyszedł na tereny polskie z Węgier. W II połowie XIX wieku parzenice miały wygląd prostych pętlic sznurkowych, którymi wzmacniano rozcięcia – „przypory” na przedzie spodni sukiennych. Spełniały na początku praktyczne funkcje – chroniły sukno przed strzępieniem. Współcześnie znany wzór parzenic to zasługa krawców, którzy zaczęli używać w wyszyciu sznura w kolorze czerwonym lub granatowym, zwiększali też liczbę pętli. Poprzednio stosowaną aplikację zastąpiono haftem, a dostępność różnokolorowej włóczki wełnianej wzbogaciła kolorystykę parzenic.

## Rodzaje parzenic
- Górale babiogórscy – parzenice z zielonej taśmy w  kształcie trójlistnej pętlicy: popularne od XIX wieku (wcześniej spodnie ozdabiano jedynie przyporem obszytym  wąskim, czerwonym lub granatowym sznurkiem)[5].
- Górale orawscy – parzenice czarne lub zielone (podwójna pętlica). Wcześniej obszywano przypory czarną lamówką[5].Parzenice na portkach góralskich – Podhale

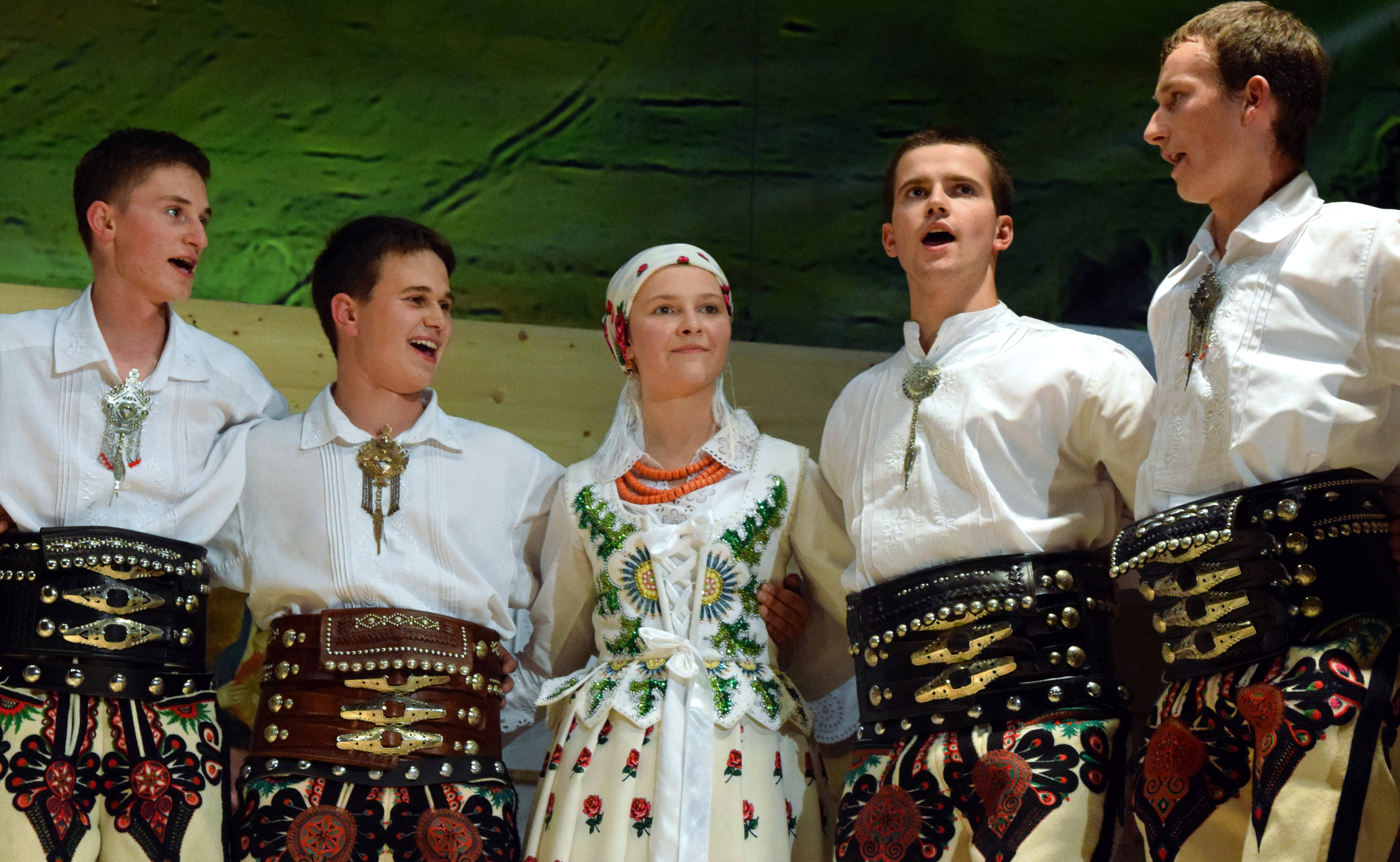
Parzenice na portkach góralskich – Podhale

- Górale podhalańscy – parzenice duże, wielobarwne (od 6 do 8 kolorów), w kształcie charakterystycznej rozety/gwiazdy/serca z bocznymi pętlami o stylizowanych roślinnych i geometrycznych formach, z zakończeniami w postaci krzesiwka (też: kwadrat, kukiołka)[6][7]. Wcześniej skromne obszycie przyporów[5]. Początkowo krawcy podhalańscy nie używali określania parzenica, a drobne ornamenty wykańczające przypory nazywali cyfrą lub krzesiwkiem. Pod koniec XIX. nazwa parzenica zaczęła funkcjonować jako określenie właściwej geometrycznie parzenicy. W latach 60. XIX wieku w zdobnictwie stroju męskiego zastosowano ścieg łańcuszkowy, który zastąpił wite sznurowo aplikacje. Zainicjowało to proces kształtowania się parzenicy o formie składającej się z motywu, który tworzą trzy podstawowe elementy: kółko w centrum, odchodzące od niego promieniście ogniwa, zwane też kulami oraz romboidalne zakończenie od dołu zwane krzesiwkiem[7].
- Górale gorczańscy (w pracy T. Seweryna jako: Kliszczacy[7]) – parzenice typu węzeł rycerski, na motywie serca i bardziej skomplikowane typu podhalańskiego; popularne od II połowy XIX wieku; wcześniej przypory ozdobione czerwonym obszyciem[8].
- Górale spiscy – wyróżniono cztery typy parzenic (także: cyfry, borytasy) według zasięgu ich występowania; rodzaje wyszyć, m.in. koliste pętle od 2 do 5 barwnych sznurków, koliste pętle z wyhaftowaną krokiewką i „szpicem” do dołu, także: zamiast szpica haft ściegiem łańcuszkowym przerywany krokiewkami i „kropkami" oraz roślinne i geometryczne stylizacje[6]. W latach 30. nie występowała tu jeszcze nazwa „parzenica” (parobskie wysite przypory[7]).
- Górale pienińscy – charakterystyczne haczykowate formy w miejscu, gdzie dolna część oblamki przypora styka się z serduszkiem; haczyki (smereki) zwrócone są do dołu, wyhaftowane ściegiem łańcuszkowym, otoczone kropkami[7].

## Wzór – recepcja

Stylizowany wzór parzenicy użyty w logotypie

Stylizowana parzenica znalazła się m.in. w:
- logotypie Krakowa jako „Miasta Zgłaszającego się” do organizacji Zimowych Igrzysk Olimpijskich w 2022 roku[9];
- w zestawieniu polskotematycznych logotypów w związku z obchodami 15. urodzin Wikipedii.
- w herbie powiatu tatrzańskiego.
- w herbie gminy Bukowina Tatrzańska